# Scénographe
 (novembre 2022).
Si vous disposez d'ouvrages ou d'articles de référence ou si vous connaissez des sites web de qualité traitant du thème abordé ici, merci de compléter l'article en donnant les références utiles à sa vérifiabilité et en les liant à la section « Notes et références ».
Le terme scénographe regroupe différentes définitions très variées, mais pouvant être regroupées en trois catégories :
- les scénographes de spectacles qui mettent en espace un spectacle ou une manifestation particulière, la signification européenne est très proche du dramaturge ;
- les scénographes d'équipements qui conçoivent un lieu destiné à accueillir des spectacles ou manifestations diverses ;
- les scénographes d'expositions qui interviennent dans le domaine des musées et des expositions.

Quelques scénographes cumulent plusieurs spécialisations, mais ils sont très rares.
Aux États-Unis, la signification est encore différente. Elle regroupe comme terme générique les différents créateurs : créateur des décors, créateur de costumes, éclairagiste, concepteur son...

## Scénographes de spectacles
Ce sont des designers (ou des artistes sous contraintes) qui, en collaboration avec un metteur en scène et le plus souvent avec également les créateurs lumière et son, conçoivent l'espace scénique dans lequel se déroulera un spectacle vivant. Ils définissent ainsi le rapport « scène/salle », puis l'espace où évolueront les acteurs.
Cette spécificité le distingue du décorateur dont le rôle était davantage de créer l'illusion ou de leurrer le spectateur.

## Scénographes d'équipements
Ce sont des maîtres d'œuvre qui, en collaboration avec un architecte, conçoivent les lieux d'accueil de spectacle ; depuis les définitions géométriques des rapports salle/scène, jusqu'aux équipements scénotechniques (serrurerie, mécanique, tentures, éclairage, audiovisuel...).

## Scénographes d'expositions
Ils interviennent dans le domaine de l'exposition, que ce soit en musée ou hors musée : conception de musées, d'expositions permanentes ou temporaires. Ils traduisent en espace et en parcours scénographique le programme muséographique établi par le commissaire de l'exposition, le conservateur ou le muséographe.
On les retrouve parfois dans le domaine de la scénographie commerciale : conception de décors spécifiques dans des vitrines, halls, stands, etc.
Les scénographes assurent la direction artistique du dispositif intellectuel, symbolique et spatial qu'est l'exposition à partir du programme muséographique et, en tant que maîtres d'oeuvre, ils coordonnent tous les intervenants de la conception (ingénieurs structure et installations techniques, spécialistes de l'éclairage naturel et artificiel, graphistes, signaléticiens et cartographes, spécialistes du design et des techniques multimédia, scénaristes de contenus multimédia, designers de manipes et autres outils pédagogiques interactifs, économistes de la construction, spécialistes de conservation préventive, socleurs, etc.).
Au stade des travaux, les scénographes assurent le suivi des travaux de tous les corps de métiers.

## Scénographes reconnus et réformateurs de l'espace scénique
- Adolphe Appia (1862-1928)
- Edward Gordon Craig (1872-1966)
- Jacques Polieri
- Yannis Kokkos (1944)
- Josef Svoboda (1920-2002)
- Richard Peduzzi
- Ezio Frigerio
- Guy-Claude François (1940-2014)
- José Manuel Castanheira (1952-)
- Ralph Koltai (1924-2018)
- Tadeusz Kantor (1915-1990)
- Jose Carlos Serroni
- Gilles Courat (Pig Images)
- Philippe Délis
- Christian Siabas, (1962-) directeur technique & scénographe d'équipement
- Michel Cova, ingénieur scénographe
- Olivier Borne (1960-) scénographe en réalité virtuelle

## Scénographes d'expositions
- Carlo Scarpa (1906 - 1978), architecte et designer italien)
- Guy-Claude François (1940-2014), scénographe
- Philippe Laigle (1998-2015), scénographe et ensemblier-décorateur français (carnon)
- François Confino (1945-), scénographe, muséographe
- Adeline Rispal, architecte, scénographe
- Cécile Degos, scénographe